# Ґреґорі Джаґенберґ
Ґреґорі Джаґенберґ (англ. Gregory Jagenburg, 0 грудня 1957) — американський плавець.
Чемпіон світу з водних видів спорту 1975 року, призер 1978 року.
Переможець Панамериканських ігор 1975 року.